# Xã Flat Creek A, Quận Stone, Missouri
Xã Flat Creek A (tiếng Anh: Flat Creek A Township) là một xã thuộc quận Stone, tiểu bang Missouri, Hoa Kỳ. Năm 2010, dân số của xã này là 1.590 người.